# Плотников, Борис Сергеевич
Бори́с Серге́евич Пло́тников (29 июля 1984 года, Свердловск) — российский музыкант, преподаватель игры на губной гармонике, создатель единственного в России класса губной гармоники, призёр международного джазового конкурса «Master-Jam Fest 2013» и международного конкурса исполнителей на губной гармонике «World Harmonica Festival 2013» в номинациях «джаз» и «блюз», участник, хедлайнер и член жюри российских и международных музыкальных фестивалей. Выступает как сольно, так и с собственной группой, а также с российскими музыкантами: Михаилом Башаковым, Евгением Маргулисом и другими.

## Биография
Борис Плотников родился 29 июля 1984 года в Свердловске в семье инженеров. Учился в музыкальной школе по классу фортепиано и в гитарном кружке. Создал два школьных ансамбля, где играл на бас-гитаре и соло-гитаре. Услышав в концертном альбоме «Live in Факел» группы «Умка и Броневичок» звучание губной гармоники в исполнении Вовки Кожекина, заинтересовался этим инструментом, захотел научиться играть, в 2000 году приобрёл первую гармошку, а спустя несколько лет избрал музыку основным родом своих занятий.
В 2006 году Борис окончил магистратуру биологического факультета Уральского государственного университета, поступил в аспирантуру Института экологии растений и животных Уральского отделения Российской академии наук. Писал кандидатскую диссертацию на тему «Реакция населения миксомицетов на выбросы медеплавильного комбината», но в 2011 оставил науку и решил окончательно связать свою жизнь с музыкой.
С 2005 года — солист джазового биг-бэнда Свердловского музыкального училища имени. П. И. Чайковского под управлением Виталия Владимирова. В училище Борис также работал по основной специальности — преподавателем естествознания и, разработав программу и учебный план, открыл единственный в России (в государственном учебном заведении) класс губной гармоники. Давал мастерклассы в обучающем лагере Harpsummer-2011 в Болгарии, посещал Нидерланды с серией мастерклассов и выступлений по приглашению школы губной гармоники Виолы Барендс, принимал участие в работе жюри и выступал на фестивале Baltic-Nordic Harmonica Festival 2012 (Эстония). Был участников джаз-квинтета «Life-x» и джаз-рэп-группы «Виннебаго».

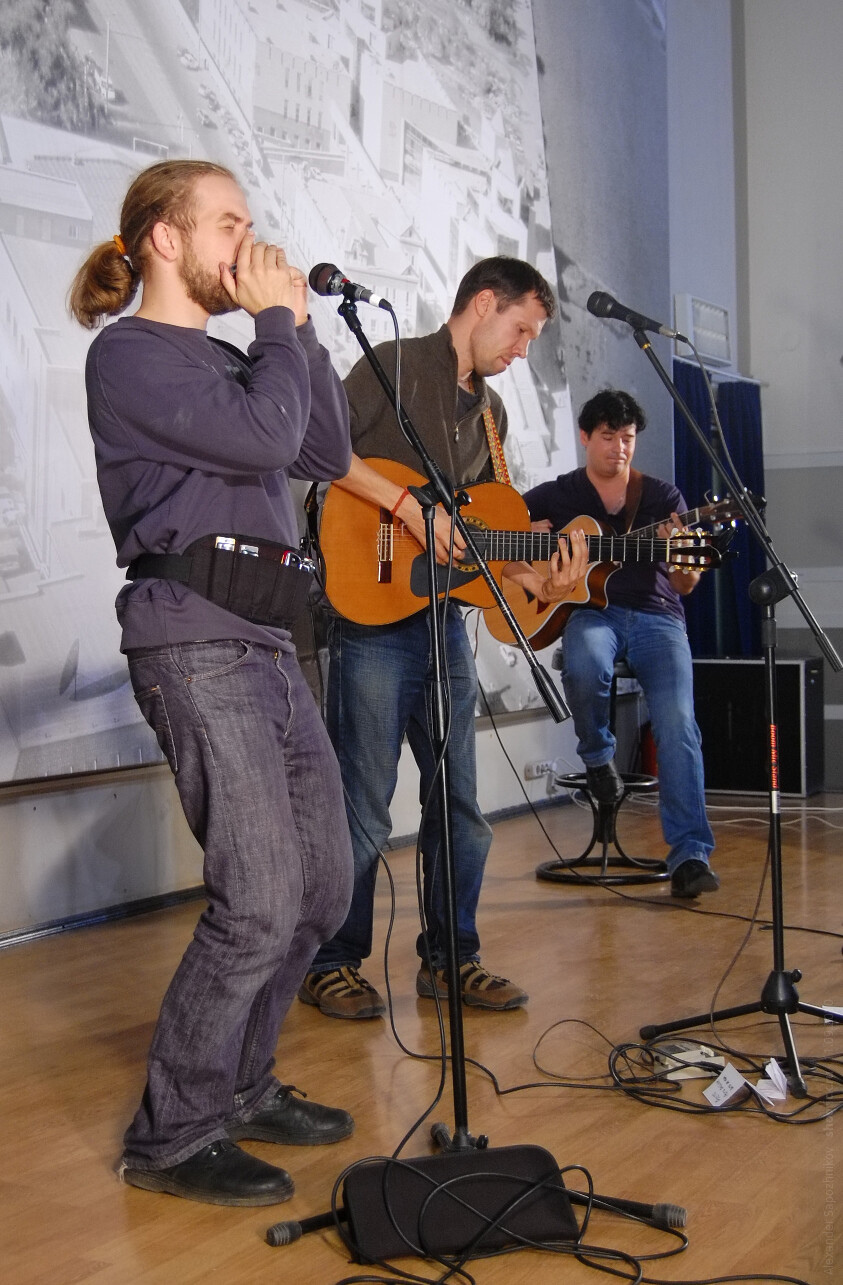
Борис Плотников, Адриан Крупчанский и Александр Щербина в 2010 году

Начал играть с авторами-исполнителями и рок-музыкантами: Екатериной Болдыревой, Анной Герасимовой (Умкой), Григорием Данским, Андреем Козловским, Романом Ланкиным, Павлом Фахртдиновым, Романом Филипповым, группой «Адриан и Александр».
В конце 2012 года переехал в Москву, где начал активно преподавать и выступать по клубам как сессионный музыкант и бэнд-лидер, а также записывать гармонику для артистов разных жанров. Начиная с 2011 года играет в год не менее 60 концертов.
Играет в различных стилях и жанрах как на диатонических, так и на хроматических гармониках, но для большинства жанров предпочитает диатонические.

## Критика
Самый виртуозный харпер РоссииМастер-джем фест
Уроженец Екатеринбурга Борис Плотников — гениальный мастер игры на губной гармошке
...

Борис Плотников — один из лучших в России музыкантов, играющих на губной гармошке.Издание «Деловой квартал» — Екатеринбург
Игра Бориса отличается экспрессией, артистизмом и скоростными пассажами, которые иногда оставляют место для задумчивой меланхолии джазовых баллад.Кинокомпания «Парамульт»
Борис покоряет сердца и поражает воображение слушателей — мало кто ожидает от такого простого, казалось бы, инструмента, таких возможностей в руках настоящего виртуоза.

Концерты Бориса — это невероятная смесь жанров, умноженная на высочайшее мастерство и музыкальность исполнителей. От русских народных песен до супер актуальных хитов современности, хип-хопа и джаза. Его концерты — это целое путешествие в мир музыки вместе с не ограничивающими себя рамками музыкантами.JazzMap.ru

## Дискография

### Сольно и в дуэтах
- 2024. Борис Плотников и его группа. Samovar[14][15].
- 2021. Дима Вагин и Борис Плотников. Всё от Бога (сингл).
- 2019. Boris Plotnikov. Harmonica in Russian Jazz Club.
- 2019. Boris Plotnikov. Game of Thrones (сингл).
- 2015. Михаил Башаков и Борис Плотников. Спроси себя.
- 2012. Трио Бориса Плотникова и Юрий Бобрушкин. Правда: live in Everjazz Jazz Club» (DVD).

### Как участник коллективов
- 2018. Евгений Маргулис — Туда-сюда
- 2018. Башаков BAND feat. Е. Маргулис, С. Галанин, С. Чиграков, А. Романов «#ПатроновДоХрена»[16]
- 2013. Виннебаго «Игра на вылет»
- 2009. Виннебаго «Крик»
- 2007. Эталобстер «Словами»

### Отдельные сессионные записи
- 2021 — Vas' «Быстрее послушать» (трек «Громко»)
- 2021 — fictioncity «Alice Her Highness» (трек «Trippy Days»)
- 2019 — Заточка «Как в американском фильме» (трек «Петь блюз»)
- 2018 — Заточка «Грязное дельце» (треки «Я люблю кантри», «Батя бьет маму»)
- 2014 — Михаил Башаков «Мишель» (треки «Еще один кирпич в стену плача», «Поздравляю», «Спортивная»)
- 2012 — D#EZ «Джаз в стихах» (трек «Снить»)
- 2011 — Honey Universe «Back To The Nature» (три трека)
- 2011 — Amor Entrave «Любовь и рэйв» (трек «Тишина»).
- 2010 — Vitaly Vladimirov Big Band «Secret Message» (трек «Secret message»)

## Публикации
- Плотников Б. С., Фефелов К. А.. Миксомицеты южной тайги Среднего Урала в градиенте промышленного загрязнения выбросами медеплавильного комбината // Микология и фитопатология : журнал. — СПб.: Академкнига, 2009. — Т. 43, вып. 1. — С. 33—44. — ISSN 0026-3648.